# Wolfgang-Maria-Rabe-Weg
Der Wolfgang-Maria-Rabe-Weg ist 23 km lang und befindet sich im Dreiländereck Deutschland, Frankreich und Luxemburg. Der Weg ist mit einem roten Punkt gekennzeichnet und ist nach Wolfgang Maria Rabe benannt. Rabe war von 1965 an bis zu seinem Tode im Jahr 1995 Vorsitzender des Saarwald-Vereins und Mitbegründer der Saar-Lor-Lux-Kulturwanderwege.

## Verlauf
Der Wanderweg beginnt in der saarländischen Gemeinde Perl. Von der Ortsmitte geht es bergab in das Tal der Mosel. Der Wanderer überquert die Moselbrücke und erreicht die luxemburgische Winzergemeinde Schengen. Der Ort erlangte am 14. Juni 1985 historische Bedeutung durch das Schengener Abkommen, welches den Abbau der Grenzkontrollen zwischen Deutschland, Frankreich und den Benelux-Staaten vorsah. Hinter Schengen führt der Weg in die Weinberge. Nach dem Erreichen eines Hochplateaus kommt man ein weithin sichtbares Holzkreuz hoch über dem französischen Ort Contz-les-Bains, den man bergab wandernd im Tal der Mosel erreicht. Nun überschreitet man die Mosel erneut und befindet sich in Sierck-les-Bains. Von hier aus führt der Weg wieder bergan und kann nach einiger Zeit sich auch für eine kürzere Variante des Weges entscheiden. Dieser Weg führt über Apach zurück nach Perl. 
Die längere Variante des Weges führt über den Ort Kirsch-les-Sierck nach Manderen. Hier erreicht der Wanderer die Burg Malbrouck, die von den Herren von Sierck erbaut wurde. Wieder bergab wandernd, erreicht man den Ort Merschweiller. Nun geht es wieder in die Höhe, man erreicht die deutsch-französische Grenze und bergab den Ausgangspunkt Perl. 

## Sehenswertes an der Strecke
- Platz des Schengener Abkommens in Schengen
- Weinmuseum in Contz-les-Bains
- Burg von Sierck-les-Bains
- Burg Malbrouck in Manderen